# Ángel Guimerá

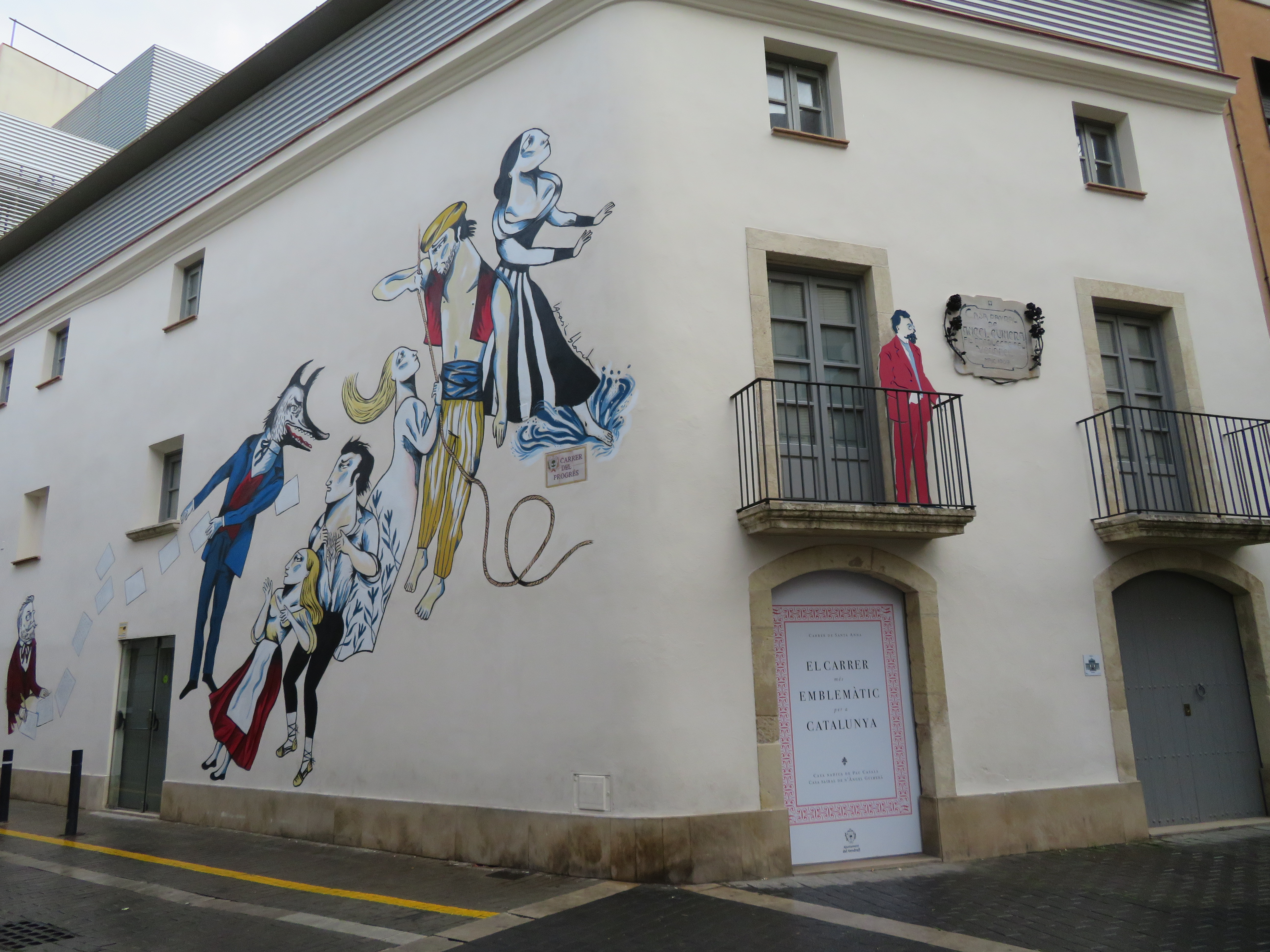
Ángel Guimerás bostad och museum i El Vendrell i provinsen Tarragona.

Ángel Guimerá y Jorge (katalanska: Àngel Guimerà i Jorge, född 6 maj 1845 i Santa Cruz de Tenerife, död 18 juli 1924 i Barcelona, var en katalansk (spansk) lyriker och dramaturg. Han skrev främst på katalanska och var mångårig kandidat till Nobelpriset i litteratur.

## Biografi
Guimerá slog igenom med sitt gripande drama Mar y cel ('Hav och himmel', 1888). Det är historiskt såsom flera av hans dramer och behandlar en algerisk korsars kärlek till en kristen flicka, varvid skärpan i konflikten är ett för Guimerá karakteristiskt drag och betecknar en påfallande likhet med José Echegarays manér. Echegaray översatte även flera av hans verk till spanska. En ny fas i Guimerás alster betecknar En polvora ("I stoftet"), där versen ersatts av prosa och det historiska ämnet av ett socialt.

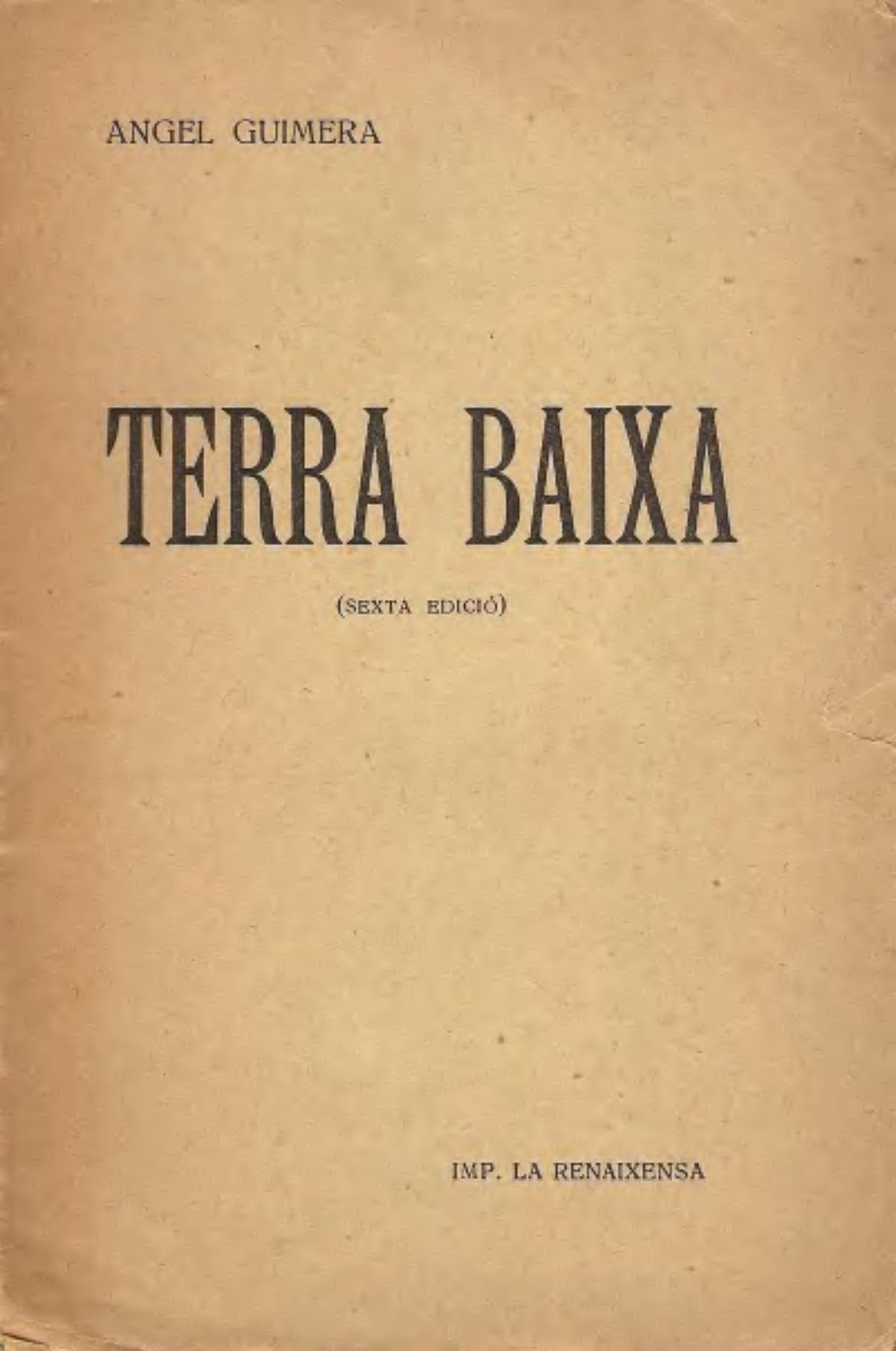
Framsidan på Guimerás Terra baixa (1897).

Höjdpunkten i denna dramatik nåddes med Maria Rosa (1894) och Terra baixa ("Lågland", 1897) med musik av Eugen d'Albert uppfört på operan i Stockholm 1908.
Som lyriker var Guimerá innerlig och varmt kännande. Karl August Hagberg översatte ett antal av hans dikter till svenska 1914 och Terra baixa 1917.
Judit de Welp (1883) och Mar y cel var Guimerás mest kända historiska dramer. Bland de moderna skådespelen blev Maria Rosa och Terra baixa mest ihågkomna. Den sistnämnda ligger som grund för operan Tiefland av Eugen d'Albert.

## Betydelse
Guiméra var en av centralgestalterna i renaixença, den katalanska litterära renässans som skedde i slutet av 1800-talet. Inte minst blev hans poesi mycket populär, och ett urval av dikterna översattes 1917 till svenska i boken Modärna trubadurer.
Guimerás största insats gjordes dock inom teatern, bland annat med historiska dramer. Han var nominerad till nobelpriset i litteratur varje år mellan 1907 och 1923, men tilldelades aldrig priset.

### Poesi
- Lo rei y'l conceller, 1870
- Indíbil y Mandoni, 1875
- Cleopatra, 1876
- L'any mil, 1877
- Romiatge, 1877
- Lo darrer plany d'En Clarís, 1877
- Jocs de miralls, 1905
- Cants a la Patria, 1906
- Segon llibre de poesies, 1920
- Poblet

### Dramatik
Datum och årtal står om inte annat nämns för premiären.
- Gala Placídia. Tragedi i tre akter, Teatre Principal i Barcelona 28 april 1879.
- Judith de Welp. Tragedi i tre akter och på vers, Canet de Mar 20 oktober 1883.
- Lo fill del rey. Tragedi i tre akter och på vers, Teatre Novedades i Barcelona 24 mars 1886.
- Mar y cel. Tragedi i tre akter och på vers, Teatre Romea i Barcelona 7 februari 1888.
- Rey y monjo. Tragedi i tre akter och på vers, Teatre Romea 4 februari 1890.
- La boja. Tragedi i tre akter och på vers, Teatre Novedades 15 november 1890.
- La sala d'espera. Komedi i en akt och på prosa, Teatre Novedades 2 december 1890.
- L'ánima morta. Tragedi i tre akter och på vers, Teatre Novedades 14 maj 1892.
- En Pólvora. Drama i tre akter och på prosa, Teatre Novedades 20 maj 1893.
- Mestre Oleguer. Monolog, Reus av skådespelaren Teodor Bonaplata år 1892, Teatre Circ Espanyol i Barcelona av Enric Borràs 10 juni 1893.
- Jesús de Nazaret. Tragedi i fem akter och på vers, Teatre Novedades 21 februari 1894.[5]
- María-Rosa. Drama i tre akter och på prosa,Teatre Novedades 24 november 1894.[5]
- Les mongetes de Sant Aimant. Dramatiserad legend i fyra akter och på vers och med musik av Enric Morera, Teatre Novedades 24 april 1895.
- Mort d'en Jaume d'Urgell. Monolog. 1896.
- La festa del blat. Drama i tre akter och på prosa, Teatre Romea, 24 april 1896.[5]
- Terra Baixa. Drama i tre akter och på prosa, Teatro Español i Madrid (i spansk översättning) i december 1896 och i Tortosa 1897 (på katalanska).
- Mosén Janot. Drama i tre akter och på prosa, Teatre Romea 1898.
- La farsa. Komedi i tre akter och på prosa, Teatre Romea 31 januari 1899.
- La filla del mar. Drama i tre akter och på prosa, Teatre Romea 6 april 1900.
- Arran de terra, Teatre Novedades 1901 (i italiensk översättning och under titeln Scivollando sulla terra). Premiär på katalanska skedde 1908 på Saló Arnau.
- La pecadora. Drama i tre akter och på prosa, Teatre Romea 11 maj 1902.
- Aigua que corre. Drama i tre akter och på prosa, Teatre Romea 18 november 1902.
- Lo camí del sol. Tragedi i tre akter och på vers, Teatre Romea 8 februari 1904.
- Sol, solet.... Drama i tre akter och på prosa, Teatre Romea 17 april 1905.
- La miralta. Drama i tre akter, Teatre Novedades 1905 (i spansk översättning). 20 mars 1911 skedde premiären på katalanska vid Teatre Romea.
- Andrónica. Tragedi i tre akter och på vers, Teatre Español i Madrid (i spansk översättning) 6 december 1905. 22 oktober 1910 skedde premiären på katalanska på Teatre Principal.
- L'aranya. Drama i tre akter från 1906, Teatre Romea 16 oktober 1908.
- L'Eloy. Drama i tre akter och på prosa, Teatre Romea 27 mars 1906.
- En Pep Botella. Monolog, med skådespelaren Jaume Borràs på Teatre Romea 5 mars 1906.
- La Santa Espina. Rondalla i tre akter och sex "tavlor". Musik av Enric Morera. Teatre Principal 19 januari 1907.
- La reina vella. Verk uppdelat i tre tavlor, med musik av Enric Morera, Teatre Principal i Barcelona 16 januari 1908.
- Titaina. Musikaliskt drama i två tavlor, med musik av Enric Morera, publicerad 1910. Liceu i Barcelona (på italienska) 16 januari 1912.
- Sainet trist, i tre akter, Teatre Romea 14 april 1910.
- La reina jove. Romantiskt drama i fyra akter, Teatre Principal 15 april 1911.
- Jesús que torna. Drama i tre akter och på prosa, Teatre Novetats i Barcelona 1 mars 1917.
- Indíbil i Mandoni. Tragedi i tre akter och på vers, Teatre Novetats 13 december 1917.
- Al cor de la nit. Drama i tre akter, Teatre Romea 19 april 1918.
- L'ànima és meva. Drama i tre akter, 1919.
- Alta banca. Drama i tre akter och på prosa, Teatre Novetats 9 december 1921.
- Joan Dalla. Drama i tre akter och på prosa, 1921.
- Per dret diví, postum premiär.
- Euda d'Uriac, opera med musik av Amadeu Vives.